# پرووایدنس (آرکانزاس)
پرووایدنس (به انگلیسی: Providence) یک منطقهٔ مسکونی در ایالات متحده آمریکا است که در شهرستان وایت، آرکانزاس واقع شده‌است. پرووایدنس ۱۵۳٫۹۳ متر بالاتر از سطح دریا واقع شده‌است.